# Gymnosiphon aphyllus
Gymnosiphon aphyllus är en enhjärtbladig växtart som beskrevs av Carl Ludwig von Blume. Gymnosiphon aphyllus ingår i släktet Gymnosiphon och familjen Burmanniaceae. Inga underarter finns listade i Catalogue of Life.